# Your Own Special Way
Your Own Special Way (en castellano: "Tu Manera Tan Especial") es la tercera canción del álbum Wind & Wuthering de Genesis del año 1976, y fue compuesta por Mike Rutherford en su totalidad.
La canción fue seleccionada como corte del álbum, y fue lanzada en un disco simple en febrero de 1977, unos meses después del lanzamiento del álbum. Se convirtió en el segundo éxito del grupo, el primero había sido la canción "I Know What I Like (In Your Wardrobe)" del álbum "Selling England by the Pound" de 1973, y marcó el camino que el grupo seguiría en los próximos años.
"Your Own Special Way" es una balada en 3/4, una canción romántica con un puente instrumental en su mitad, el cual fue eliminado de la versión lanzada en el disco simple, convirtiéndola en una pieza totalmente pop. La canción no fue muy apreciada por los seguidores del grupo en 1977 y fue interpretada en vivo en muy pocas ocasiones durante la gira de "Wind & Wuthering" y una versión en vivo de la misma se puede encontrar en el álbum Genesis Archive 2: 1976-1992. Fue vuelta a tocar temporalmente durante la gira del álbum We Can't Dance en 1992.
Un poema de Christina Georgina Rossetti fue lo que inspiró a Mike Rutherford para escribir las letras de esta canción. El poema lee:

Who has seen the wind? (¿Quién ha visto el viento?)

Who has seen the wind? (¿Quién ha visto el viento?)

Neither I nor you: (Ni tú ni yo:)

But when the leaves hang trembling (Pero cuando las hojas tiemblan)

The wind is passing thro'. (El viento pasa a través)

Who has seen the wind? (¿Quién ha visto el viento?)

Neither you nor I: (Ni tú ni yo)

But when the trees bow down their heads (Pero cuando los árboles inclinan sus copas)

The wind is passing by. (El viento pasa a través.)

Comparese esto con las letras de la canción:

Whose seen the wind not you or I, (¿Quién ha visto al viento?, ni tu ni yo,)

But when the ship moves she's passing by. (Pero cuando se mueve el barco, ella pasa por ahí.)

Between you and me I really don't think, (Entre nosotros dos realmente no creo,)

She knows where she's going at all. (Que ella sepa hacia donde se dirige.)'

John Wetton en su álbum tributo "The Fox Lies Down" y Steve Hackett en su álbum "Genesis Revisited" grabaron covers de esta canción, que no difieren significativamente de la versión original.

## Formación
- Phil Collins: Voz, batería
- Steve Hackett: Guitarra eléctrica
- Mike Rutherford: Bajo, pedalera
- Tony Banks: Órgano Hammond